# Litsea discocalyx
Litsea discocalyx är en lagerväxtart som beskrevs av André Joseph Guillaume Henri Kostermans. Litsea discocalyx ingår i släktet Litsea och familjen lagerväxter. Inga underarter finns listade i Catalogue of Life.